# Waukon
La ville de Waukon est le siège du comté d'Allamakee, situé dans l’État de l’Iowa, aux États-Unis. Sa population s’élevait à 3 897 habitants lors du recensement de 2010, estimée à 3 733 habitants en 2016.